# SN 1990Q
SN 1990Q – supernowa typu II odkryta 26 czerwca 1990 roku w galaktyce NGC 5917. W momencie odkrycia miała maksymalną jasność 16,00m.